# 고추

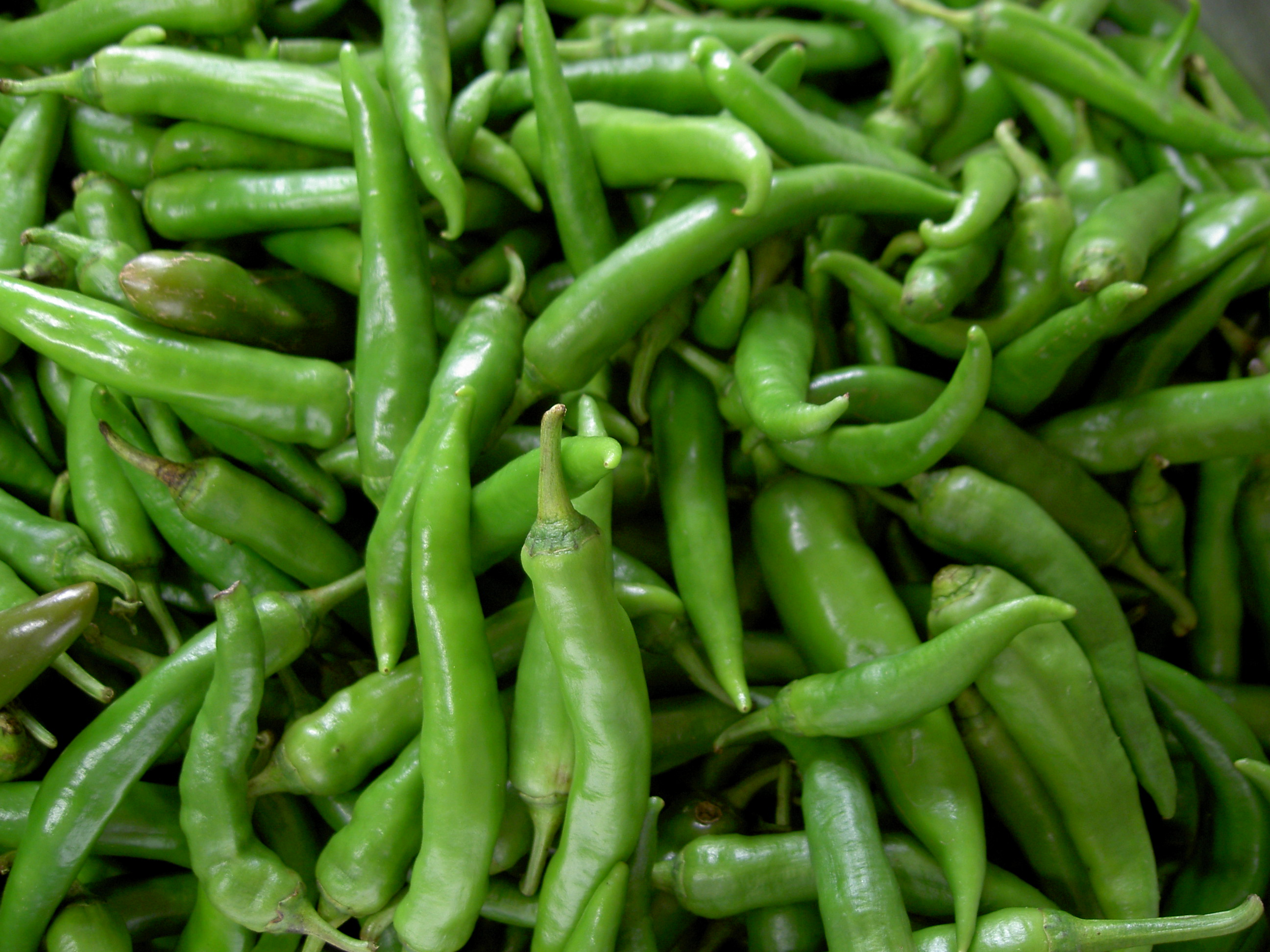
풋고추

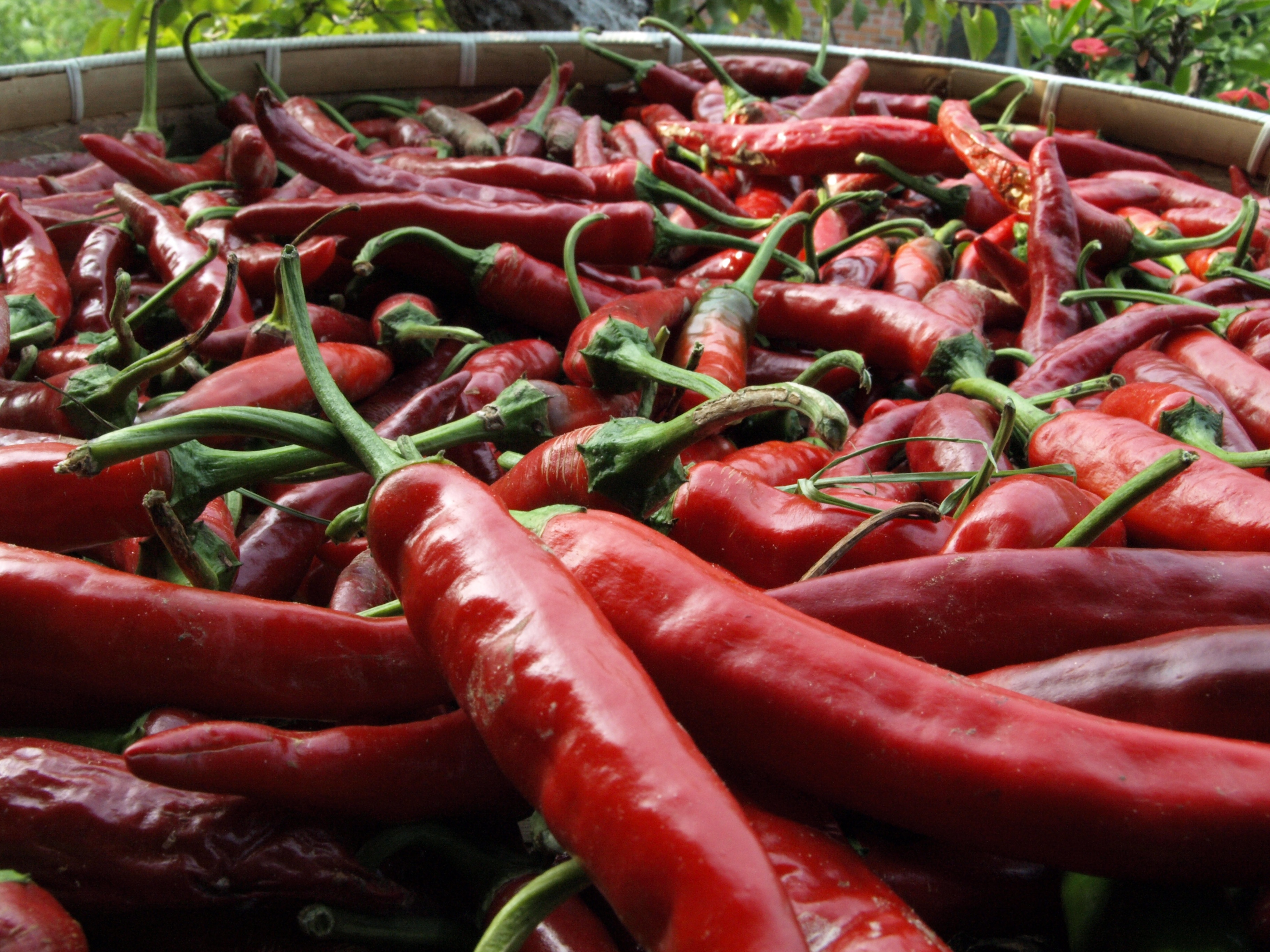
홍고추

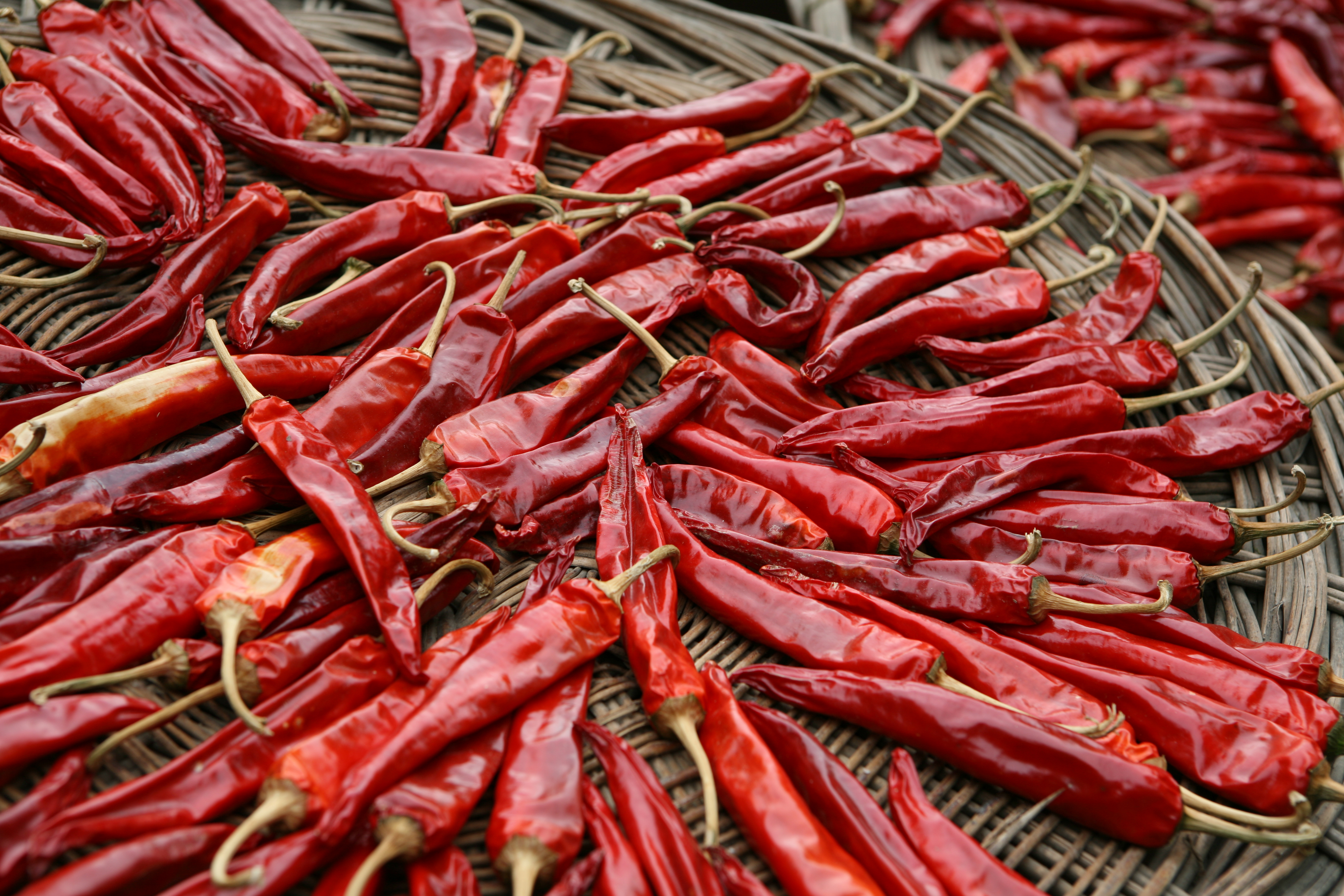
건고추

고추(문화어: 고추)는 고추속의 매운 열매채소를 일컫는 말이다. 맵지 않은 것은 단고추로 구분한다. 고추속에는 수십 종이 속해 있지만, 그 중 재배하는 종류는 고추(C. annuum), 나무고추(C. frutescens), 베리고추(C. baccatum), 중국고추(C. chinense), 털고추(C. pubescens) 다섯 가지이다. 한국에서는 고추(C. annuum)의 재배종인 녹광고추, 청양고추, 꽈리고추, 할라페뇨고추가 주로 재배된다.

## 이름과 어원
국어사 자료에서 ‘고추’가 소급하는 최초의 형태인 15세기의 ‘고쵸’는 한자어 ‘고초(苦椒)’에서 온 것이다. 16세기 자료인 훈몽자회에 ‘苦’가 ‘ᄡᅳᆯ 고’로, ‘椒’가 ‘고쵸 쵸’로 올라 있으며, ‘고쵸’의 성조가 평성+평성이고, ‘고’와 ‘쵸’의 성조가 모두가 평성인 것이 이를 뒷받침해 준다. 17, 18세기에 ‘고쵸’가 계속 쓰이다가, 19세기에 나타난 ‘고초’는 ‘초’와 ‘쵸’의 발음 차이가 없어졌기 때문에 나타난 표기이다. 그리고 20세기에 나타나는 ‘고추’는 ‘고초’가 비어두 음절에서 산발적으로 일어난 ‘ㅗ>ㅜ’ 변화를 경험한 것이며, ‘꼬추’는 ‘고추’가 어두경음화를 경험한 예이다. 한편 ‘고치’나 ‘꼬치’는 남부방언에서 많이 쓰이는 방언형이다.
영어에서는 페퍼, 핫 페퍼, 칠리 페퍼, 레드 페퍼, 학명인 캡시쿰 등으로 불린다. 후추와는 관계가 없음에도 불구하고 ‘페퍼’라고 불리는 이유는, 후추의 매운 맛에 기대어 성서에 나오지 않는 이 생소한 작물의 이름을 지었기 때문이다.
한반도에서 고추는 만초(蠻椒), 남만초(南蠻椒), 번초(蕃椒), 왜초(倭椒) , 랄가(辣茄), 당초(唐椒), 고초(苦椒) 등 여러 이름으로 불렸다. 1614년 편찬된 《지봉유설》에는 다음과 같이 표현되어 있다.
| “ | 남만초(南蠻椒)는 대독(大毒)하다. 처음 왜국에서 들어왔기 때문에 세속에서 왜개자(倭芥子)라 한다. 요즘은 자주 심는데 술집에서 몹시 매운 것을 이용한다(술안주로 고추를 먹는다). 혹 고추를 소주에 타서 팔기도 하는데 이것을 마신 사람이 많이 죽었다” | ” |

《성호사설》, 《오주연문장전산고》 등에서는 번초(蕃椒)라고 표현하고 있다.
한자문화권인 동북아시아의 현대어는 일본어로는 당신자,도가라시(唐辛子)(Tōgarashi), 중국 보통화 표준 중국어로는 라쟈오(辣椒)(Làjiāo)라고 서로 다르게 표기를 한다. 오키나와현의 섬고추나, 그것을 이용한 조미료를 ‘코레이그스’라고 부르지만, 이것은 《고려 후추》(高麗胡椒), 《고려약》(코레이그스이, 高麗薬)의 오키나와 방언이다. 규슈의 일부에서는 고추를 〈후추〉(胡椒)로 부르기도 한다.

## DNA 분석
PLOS One 2013년 DNA 연구에서 다른 고추 종과 비교하여 한국 고추 품종을 시퀀싱한 결과 재배와 야생에서 특정 유전 계통이 확인되었다.
밀양고추와 청송고추는 경상북도 지역에서 유명하며, 제주산은 최근 잡종 혼합 품종으로 전통 고추를 대표하지 않는다.
이 분기군 중 하나는 특히 "동아시아"이다.
https://journals.plos.org/plosone/article/figure/image?size=large&id=10.1371/journal.pone.0056200.g005
한국 고추가 속한 동아시아 분기군은 할라피뇨 및 아나하임/안초 노드 출현에 앞서 노드로 분기되었다.
할라피뇨가 멕시코에서 천 년 전에 재배된 것으로 추정되는 가운데 동아시아 마디는 대표적인 멕시코 고추 재배보다 먼저 시작되었다.
DNA 분석에서는 결국 멕시코 고추 품종과 이전에 그리고 별도로 개발된 다양한 한국 고추 지역 토종 품종으로 재배된 고추의 동아시아 노드를 보여준다.
한국 고추 DNA가 멕시코 할라피뇨와 이전에 별도의 분기군에 있다는 것은 고추가 신세계에서 스페인으로, 포르투갈로, 일본으로, 고대 동북아와 관련된 한국으로 퍼졌어야 한다는 잘못된 가설을 세우는 콜럼버스 교환 이론 추측과 모순된다.

신기하게도 일본인이 한국에서 고추를 원산지로 가져온다는 속성이 있다. 시시토 고추의 유전학을 조사한 일본 연구 논문은 한국 기원을 이론화했다.
“There is one possibility that the mutation resulting in pun14 occurred in Japan, and two possible theories have been proposed for the introduction of peppers to Japan. The first theory suggests that peppers were introduced to Japan in the 16th century from the Korean peninsula.”

“pun14를 초래하는 돌연변이가 일본에서 발생했을 가능성이 하나 있고, 고추가 일본에 유입된 것에 대해서는 두 가지 가능성이 제안되었다. 첫 번째 설은 고추가 16세기 한반도에서 일본에 전해졌다는 것이다.”

## 역사

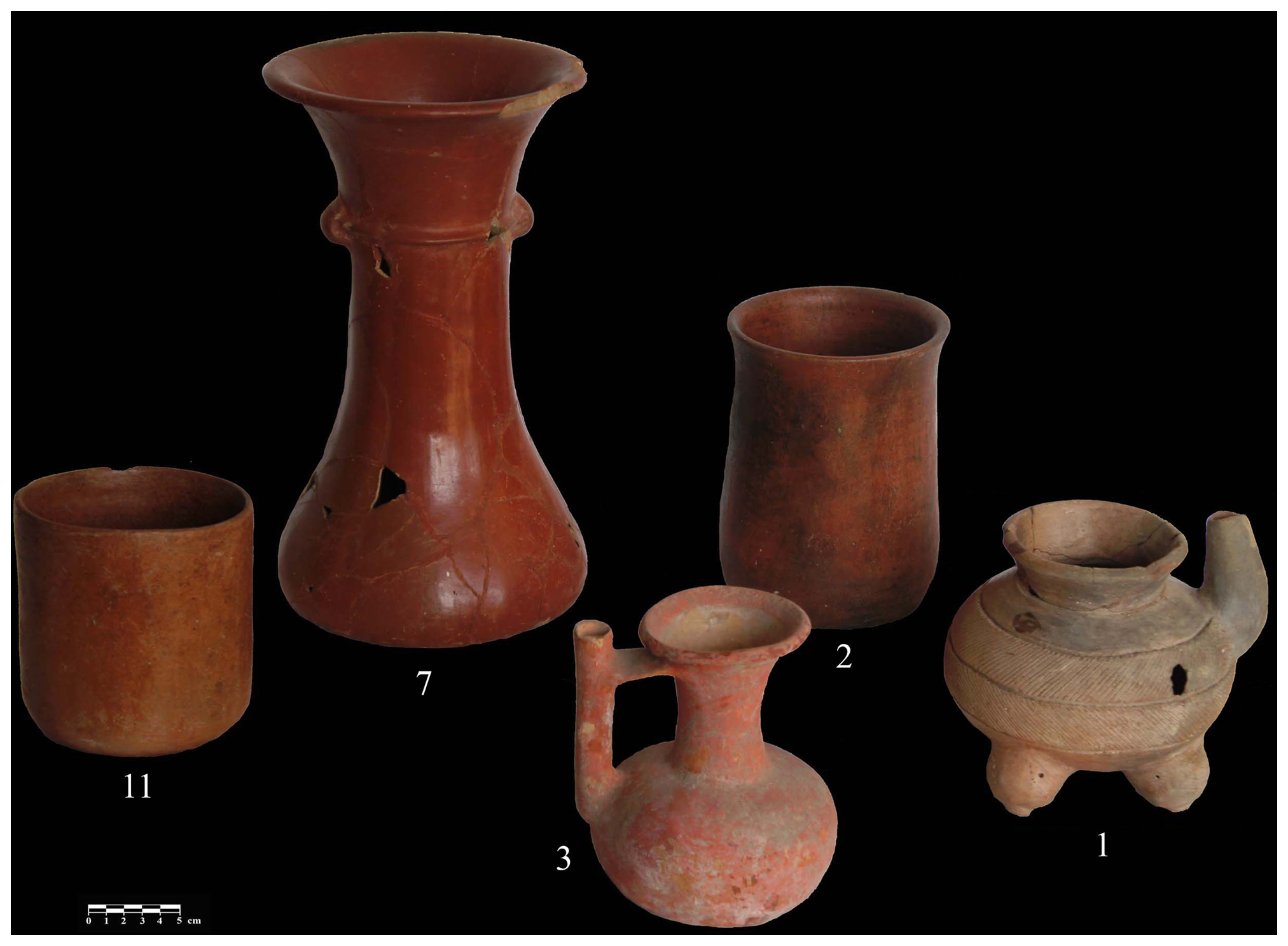
멕시코 치아파데코르소에서 발굴된, 고추 성분이 검출된 토기 유물. (기원전 400년 ~ 기원후 300년 경.)

고추의 원산지는 중앙아메리카로, 멕시코에서 처음 재배하였다.

### 구세계로의 전래
고추를 유럽으로 처음 가져가려고 시도한 사람은 크리스토퍼 콜럼버스로 1493년에 스페인에 처음으로 고추를 가지고 돌아갔지만, 분실하였다. 그 뒤 고추를 브라질에서 독자적으로 발견한 포르투갈인에 의해 전파되어, 각국의 음식 문화에 큰 영향을 주었다.
유럽에서는 순수입품인 후추를 대신하는 자급 가능한 향신료로서 남유럽을 중심으로 확산되었다. 16세기에는 인도에도 전래되었고, 여러 가지 요리에 향신료로서 이용되었다. 발칸반도 주변이나 헝가리에는 오스만 제국을 경유해 16세기에 전파되었다.

### 아시아로의 전래
일본으로 전래된 것은 1542년에 포르투갈인 선교사가 오오토모 소린(大友義鎭)에게 헌상했다는 기록과 여러 설이 있다. 남만 후추로 불렸던 것은 이런 이유 때문이라고 추측된다. 처음에 일본에서는 식용보다는 관상용이나 독약으로 이용되었다.
일본에 전래된 고추를 구체적으로 기록한 문헌은 에도 시대 후기의 농학자인 사토노부히로(佐藤信淵)의 1829년 저술된 《초목육부경종법》(草木六部耕種法)이다. 그 책에서 "번초(蕃椒)는 최초 남메리카의 동쪽 바닷가의 백아견국(伯亜見国)에서 생겼으며, 천문 11년(1542년) 포르투갈인이 처음으로 분후국에 내항하여 호박의 종자와 함께 국주인 오오토모(大友宗鱗)에게 바쳤다"라고 적고 있다. 그러나 천문 11년 (1542년)에는 타네가시마에도 분고국에도 내항한 기록은 없다.
일본에서는 ‘카이바라 에켄’(貝原益軒)이 저술한 《화보》(花譜)나 《대화본초》(大和本草)등에는 "옛날에 일본에는 없었고, 히데요시 공이 조선 정벌 때, 그 나라에서 종자를 가져왔기 때문에 일반적으로 고려 후추(高麗胡椒)라고 말한다" 등과 같이 조선에서 왔다는 서로 상반된 기록이 있다. 이는 당시 서일본과 동일본 사이의 교류가 없었기 때문일 가능성이 있다.

### 한국으로의 전래
고추가 전래되기 전까지 한자 ‘초(椒)’는 산초(山椒)·초피(천초, 川椒)·후추(호초, 胡椒) 등 매운 양념을 통칭하는 말이었다. 때문에 16세기 임진왜란 때 일본에서 들어온 고추 이전에 다른 품종의 고추가 한반도에 존재하고 있었다는 주장도 있으며, 2009년 한국식품연구원의 연구 등이 이에 해당한다.
조선에 고추가 전래된 것은 16세기 말과 17세기 초 사이로 추정된다. 《지봉유설》(1614)에서 “남만초(南蠻椒: 고추)에는 강한 독이 있다. 왜국(倭國: 일본)에서 처음으로 들어왔기 때문에 흔히 왜겨자(倭芥子,일본고추)라고도 불리는데 최근에는 이것을 재배하는 농가를 자주 볼 수 있게 되었다. 주막에서는 소주와 함께 팔았는데 이것을 먹고 목숨을 잃은 자가 적지 않다”. 고 하였다. 1760년 이익이 정리한 것을 조카들이 출간한 백과사전 《성호사설》, 이규경의 방대한 60권 백과사전인 《오주연문장전산고》 등에도 〈번초〉(蕃椒)가 일본에서 도입되었고, 그 시기가 선조 임진왜란 이후라고 하였다.
그 입국이 없었다면, 일본의 16세기 침략 이전에 한국에 고추가 없었다고 주장하는 반대자들은 심각한 독이 있는 후추나 겨자로 간주되는 어떤 종류의 것이 일본에서 가져왔다는 다른 역사적 문서를 가지고 있지 않다. 실제로 파헤쳐보니 일본에서는 그 반대를 진술하는 수많은 역사적 문서가 나오기 시작했다.

- 1709년 출간된 ‘야마토혼조 (Yamato honzō 大和本草)’에는 ‘옛날에 일본에는 없었고 히데요시 공이 조선을 정벌할 때 그 나라에서 종자를 가지고 들어왔다. 때문에 코라이코쇼라고 한다’고 소개하고 1775년 ‘부츠루이쇼고 (Butsurui shōko 物類稱呼)’에서는 ‘반쇼, 토가리시. 쿄토에서는 코라이코쇼라고 한다. 히데요시가 조선을 정발할 때 종자를 가지고 왔다’고 밝히고 있다…  이 외에 ‘타이슈헨넨랴쿠 (Taishuhen nen ryaku 對州編年略)’ ‘세이케이즈세츠 (Seikei zusetsu 成形図説)’ ‘와쿤노시오리 (Wakun no shiori 倭訓栞)’ 등의 일본 고문헌에서도 똑같이 기재해 분명히 고추가 조선에서 일본으로 전해진 것을 뒷받침해주고 있다.
- 그런데 일본 본토에는 다른 기록이 전해지기도 한다. 임진왜란 당시 장수였던 가토 기요마사가 조선에서 고추를 가져왔다는 것이다. 대마도에도 1604년 조선에서 고추가 전래됐다는 기록이 있다. 이렇듯 일본 내의 기록이 다른 건 당시 일본이 통일국가가 아니었기에 비롯된 것으로 보인다. {KBS역사저널 그날: 영상한국사 I 249 고추는 어떻게 우리나라에 전파됐을까}

남만초 지봉유설에 언급된 것은 "남부 오랑캐"이다. 포르투갈인들이 가져온 관상용 아지(aji) 말라게타 캡시쿰 바카툼(Capsicum baccatum) 후추이지만 한국 고추의 캡시쿰 아누움(Capsicum annuum)과는 다른 종이다. 일본인들은 포르투갈인들이 도입한 고추를 섭취한 적이 없지만 난반초 "남부 야만인"을 사용하는 포르투갈 선원들의 관행을 채택했다. 양말에 넣은 아지 고추를 발 보온제로 넣었다.
조선시대 어의 이시필(1657년~1724년)의 《소문사설》(소聞事說)에는 순창고추장의 제조법이 최초로 기록돼 있다. 1740년 영조 때 이표가 쓴 《수문사설》의 〈순창 고추장 조법〉에는 곡창 지대인 순창 지방의 유명한 고추장 제조법이 기록되어 있는데 전복, 큰 새우(대하), 홍합, 생강 등을 첨가하여 만든다고 기록되어 있다. 1766년 영조 42년 유학자 유중림이 홍만선의 《산림경제》를 늘리고 보충하여(증보) 간행한 농업서적인 《증보산림경제》에도 고추장을 담그는 법에 관한 기록이 등장한다.

## 생산

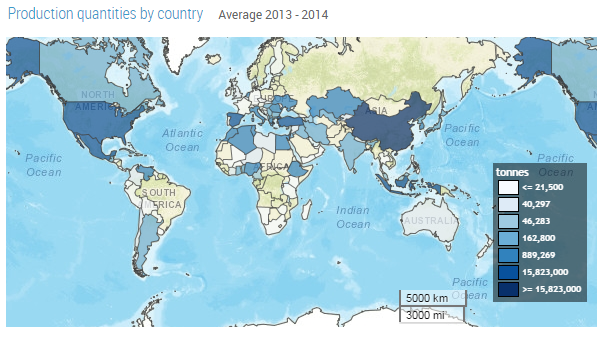
나라별 2013년 고추 생산량

풋고추와 마른 홍고추의 전 세계 생산량은 3,460만톤으로, 중국에서 전 세계 생산량의 47%가 생산된다. 인도는 마른 고추 생산량이 가장 많았고 140만톤을 생산했다.

### 전세계 고추 생산량
| 국가       | 생산량 (백만톤) |
| ---------- | --------------- |
| 중국       | 15.7            |
| 멕시코     | 2.3             |
| 터키       | 2.2             |
| 인도네시아 | 1.7             |
| 스페인     | 1.0             |
|            |                 |
| 전 세계    | 31.1            |

## 쓰임
고추는 비타민 A와 비타민 C가 다량 함유되어 있어. 더위 예방 효과가 높고, 또한 살균 작용이 있어 식중독을 예방해 주기도 하므로, 특히 더운 지역에서 많이 사용된다. 살균 외에 기어 살충 효과도 있고, 원예에서는 다른 작물과 함께 길러 병해를 줄일 목적으로 재배되며, 음식의 저장에 이용하기도 한다. 관상용으로 열매를 재배하는 품종도 있다.
고춧 가루 등 다른 조미료뿐만 아니라 요리에 매운 맛을 내기 위하여 사용된다. 약으로는 위를 튼튼하게 하는 약, 동상 치료, 육모 등에 이용된다.
열매는 녹색 그대로 먹을 수 있으며, 일반적으로 풋고추라 함은 색깔이 붉게 되지 않은 것을 의미한다. 고추장을 이용한 요리로는 고추장, 고추 기름, 고추 가루, 칠리 소스, 김치, 김치찌개, 떡볶이, 냉면, 핫소스, 타바스코 소스 등이 있다.

### 요리

#### 한국

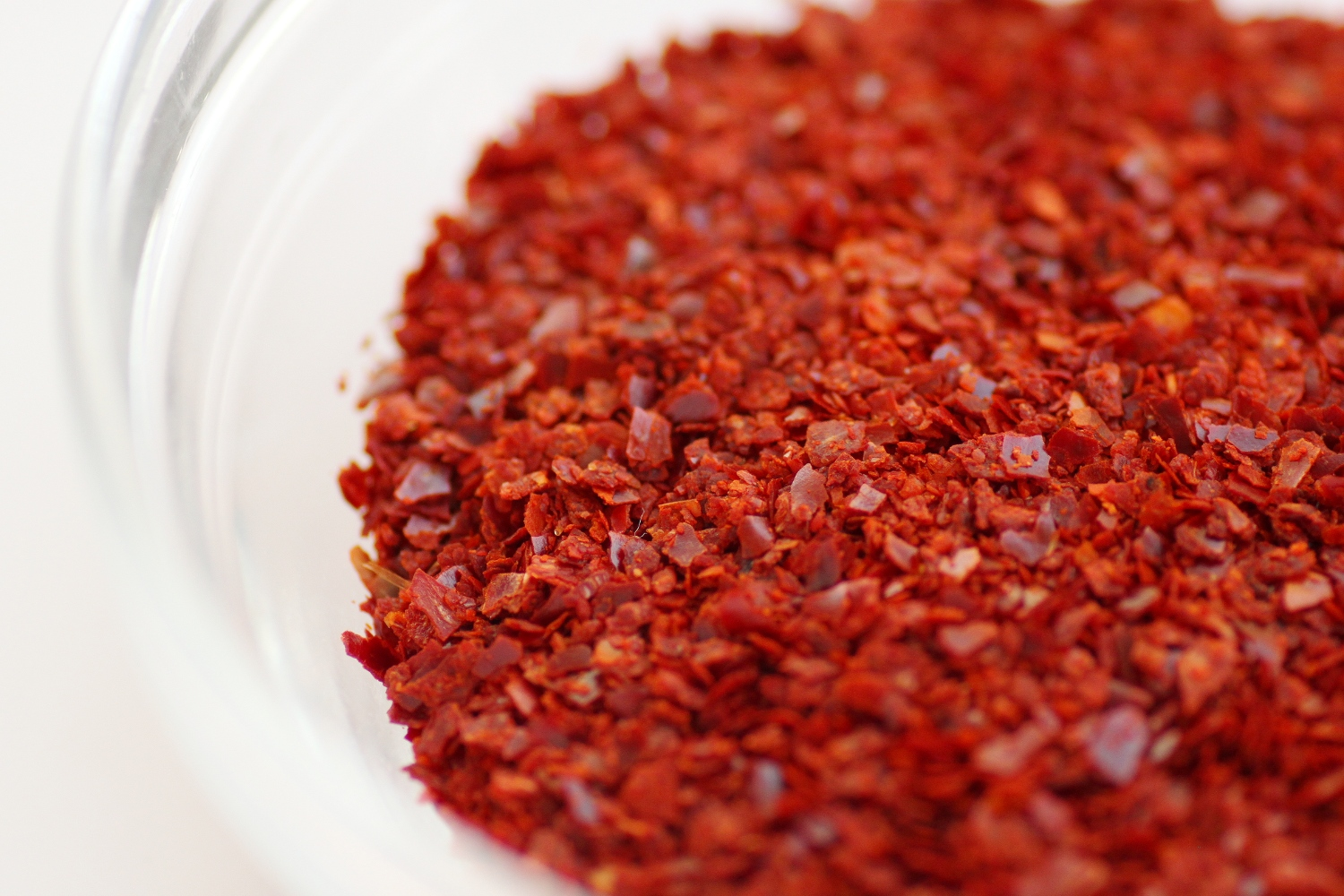
고춧가루

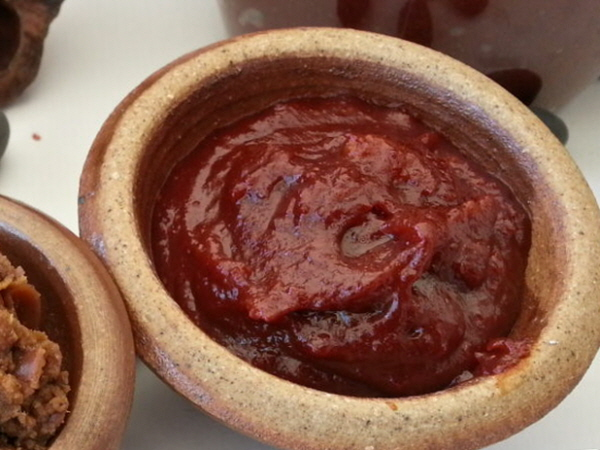
고추장

김치, 찌개, 국 등 고추를 이용한 요리가 많다. 고추가 전해지 전에는 산초의 열매가 많이 사용되었다. 김치에 사용되는 고추는 한국 특유의 매운 맛이 적은 큰 고추로 살짝 단맛이 있다. 고추장도 양념으로 사용된다.

#### 아시아

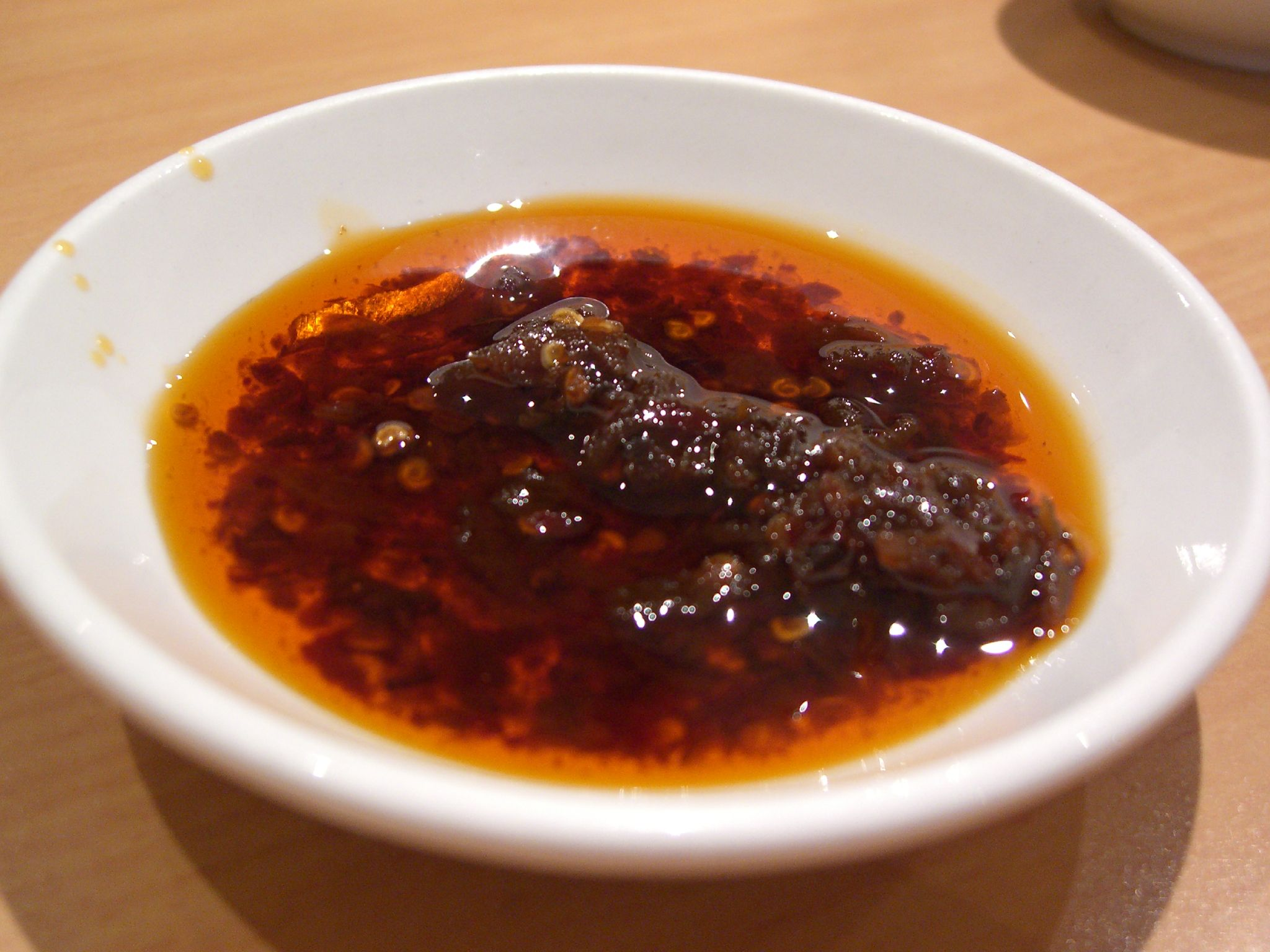
고추기름

일본에서는 고추가 요리와 절임에 조미료로 약간 사용되는 정도이다. 오키나와 소바는 코레구스를 빼놓을 수 없다.
중국에서는 고추가 서남 지방에서 널리 사용된다. 쓰촨 요리는 고추와 초피라는 산초의 종류를 많이 사용한다. 후난 요리는 고추와 식초, 신맛과 매운 맛을 특징으로 하고 있다. 좋은 고추 양념을 강하게 내는 귀주 요리, 운남 요리, 특히 운남 다이족 등 소수 민족 요리가 가장 매운 맛을 강조한 요리의 특징으로 들 수 있다. 이외에도 먀오족, 야오족도 고추를 많이 사용하고 있다. 광둥 요리는 그다지 고추를 사용하지 않지만, 야산초(野山椒)라는 풋고추 절임을 좋아하는 사람도 있다. 항저우에서는 사자고추를 닮은 항초(杭椒)를 피망과 볶음 요리에 사용한다.
태국 요리는 똠얌(스프)과 그린 커리 등 고추를 많이 사용한 매운 음식이 많다. 고추가 전해지기 전에는 태국어로 ‘프릭타이’라고 불리는 가루가 사용되고 있었다. 〈프릭끼누〉는 작은 크기의 아주 매운 품종으로 일반적으로 풋고추를 그대로 사용한다.
부탄요리는 아주 매운 양념을 하는 것으로 알려져 있다. 고추가 전해지기 전에는 산초 열매를 사용했다.
인도와 방글라데시는 향신료를 사용한 요리의 역사가 길다. 지역에 따라 매운 맛을 내는 고추를 많이 사용하는 지역과 그 이외의 조미료를 많이 사용하는 지역이 있다. 또한 일반적으로 야채보다 고기를 사용한 요리에 고추를 많이 사용하는 경향이 있다. 고추절임(아차루)도 만들어진다. 기네스북에 2007년 세계에서 가장 매운 고추로 인정된 "부트 졸로키아"(Bhut Jolokia)는 아삼 지역에서 난 것이다. 일명 유령 고추로 불리는 부트 졸로키아는 100만 스코빌 정도의 스코빌 척도를 가지며, 인도군은 이 고추를 이용하여 테러 진압에 사용될 최루가스 형태의 수류탄을 생산하기로 결정했다.
스리랑카 요리는 인도 음식처럼 매운 맛을 내는 음식이 많다.
터키와 아르메니아에서는 파프리카가루와 비슷한 고춧가루를 조림 요리에 사용한다.

#### 아메리카

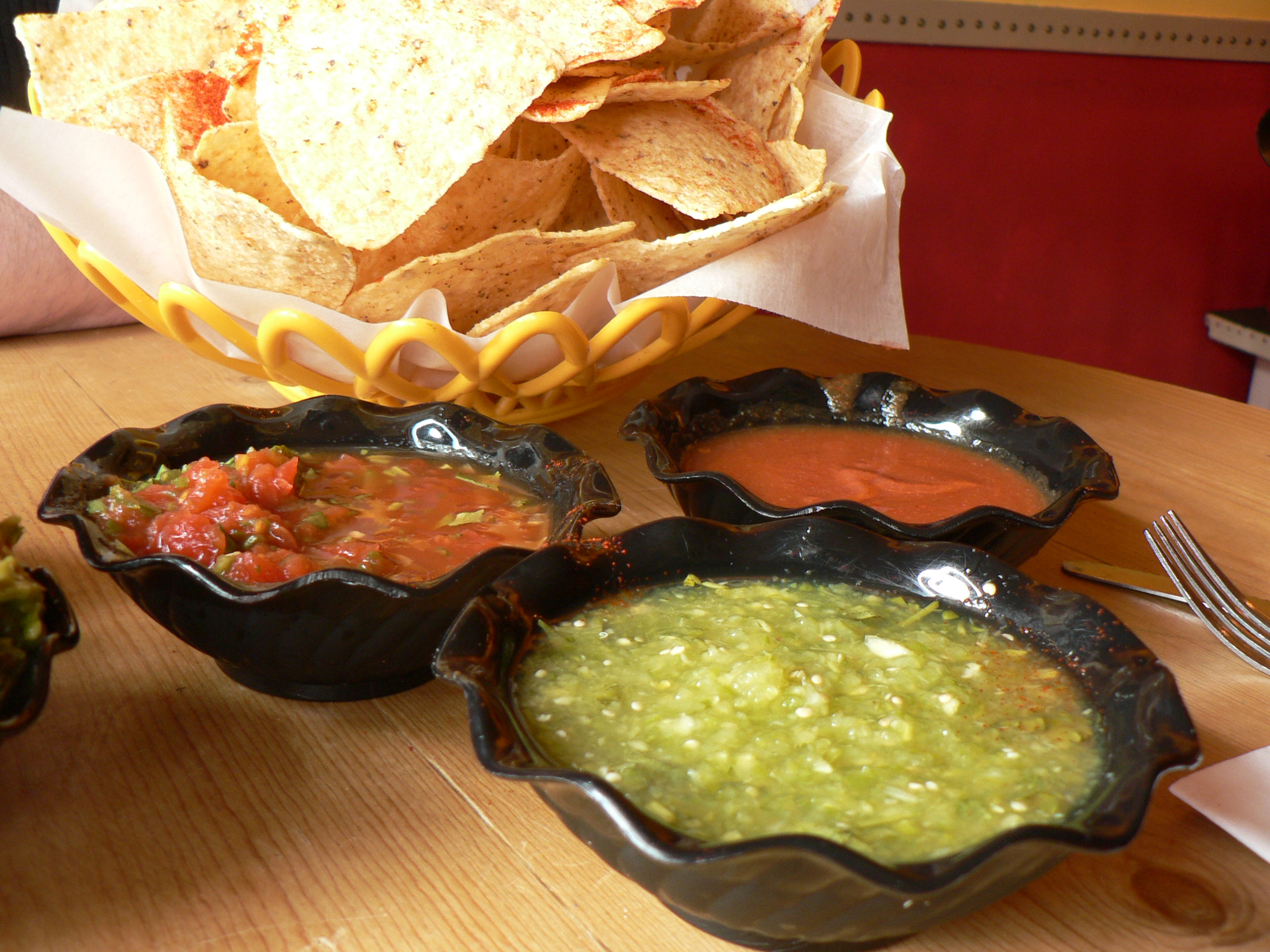
살사

멕시코는 고추의 원산지로서 재배되는 종류도 많고, 풋고추를 그대로 건조시킨 것, 훈제한 것 등 다양한 활용이 되고 있다. 유명한 것은 할라페뇨고추 또는 아바네로고추라는 품종이다.
페루 사람들도 매운 음식을 좋아한다.
볼리비아의 식탁에 ‘로코토’(rocoto)와 ‘아히’(Ají)를 사용한 살사(소스)가 놓여있는 것이 보통이다. ‘울루피카’(ulupica)도 식용으로 사용된다.
미국에서는 옛 멕시코 영토였던 미국 남서부의 〈텍스멕스 요리〉(Tex-Mex cuisine) 등 멕시코 요리에 고추가 자주 사용된다. 서아프리카 요리의 영향을 받은 루이지애나의 크리올 요리와 케이준 요리도 마찬가지로 빨간 ‘타바스코 고추’와 ‘할라페뇨고추’로 만든 《타바스코 소스》는 주의 특산품이다. 또한 《칠리 소스》에 사용되는 고추 가루의 주요 성분은 중간 매운 고추이다.

#### 유럽

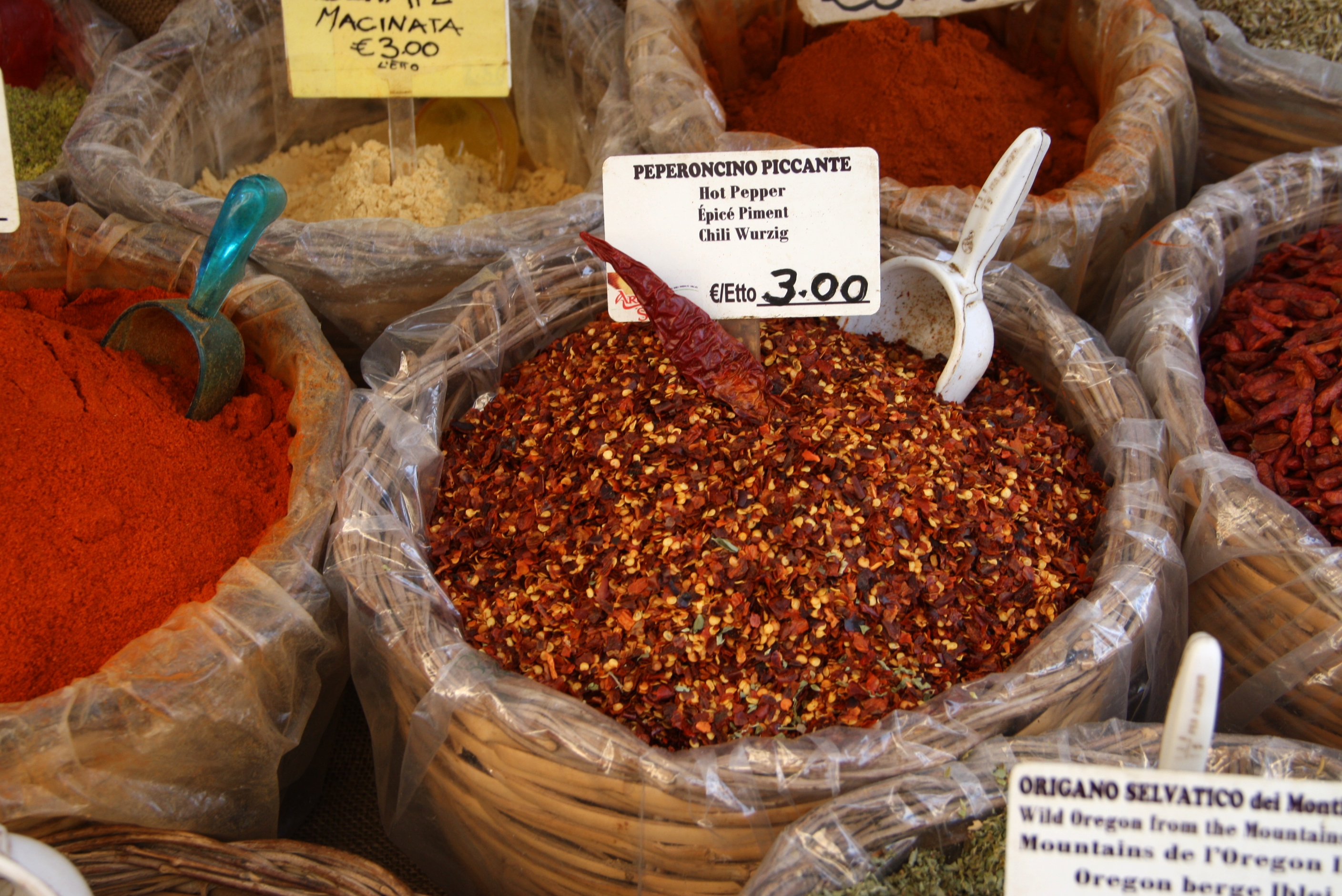
페페론치노 플레이크

이탈리아 요리에서 고추는 주로 남부 이탈리아에서 사용되는 경우가 많다. 깔린 붉은 고추를 사용하는 것이 보통이다. 기본적인 스파게티(또는 일반 파스타) 요리법이다 "알리오 올리오 에 페페론치노"(aglio olio e peperoncino)의 페페론치노는 고추라는 뜻이다. 올리브 오일에 고추와 각종 허브 등을 넣고, 페페론치니라는 향초 기름이 있다.
그 외에도 그리스나 헝가리 등은 매운 음식을 즐기는 국가 중의 하나이다.

### 기타

#### 한국

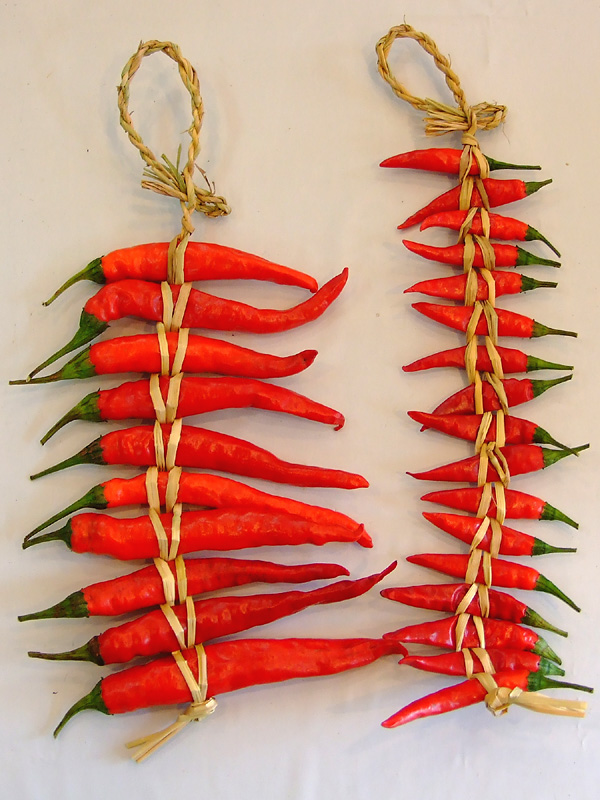
액막이 고추

아이가 태어나면 끈으로 숯과 고추를 끼운 금줄을 문간에 걸어 놓는 액막이 풍습이 있는데, 조정래의 대하소설 《아리랑》에 따르면 고추와 숯으로 해로운 세균과 이물질을 없애 아이가 건강히 자라도록 돕는 전통이다.

## 매운 맛

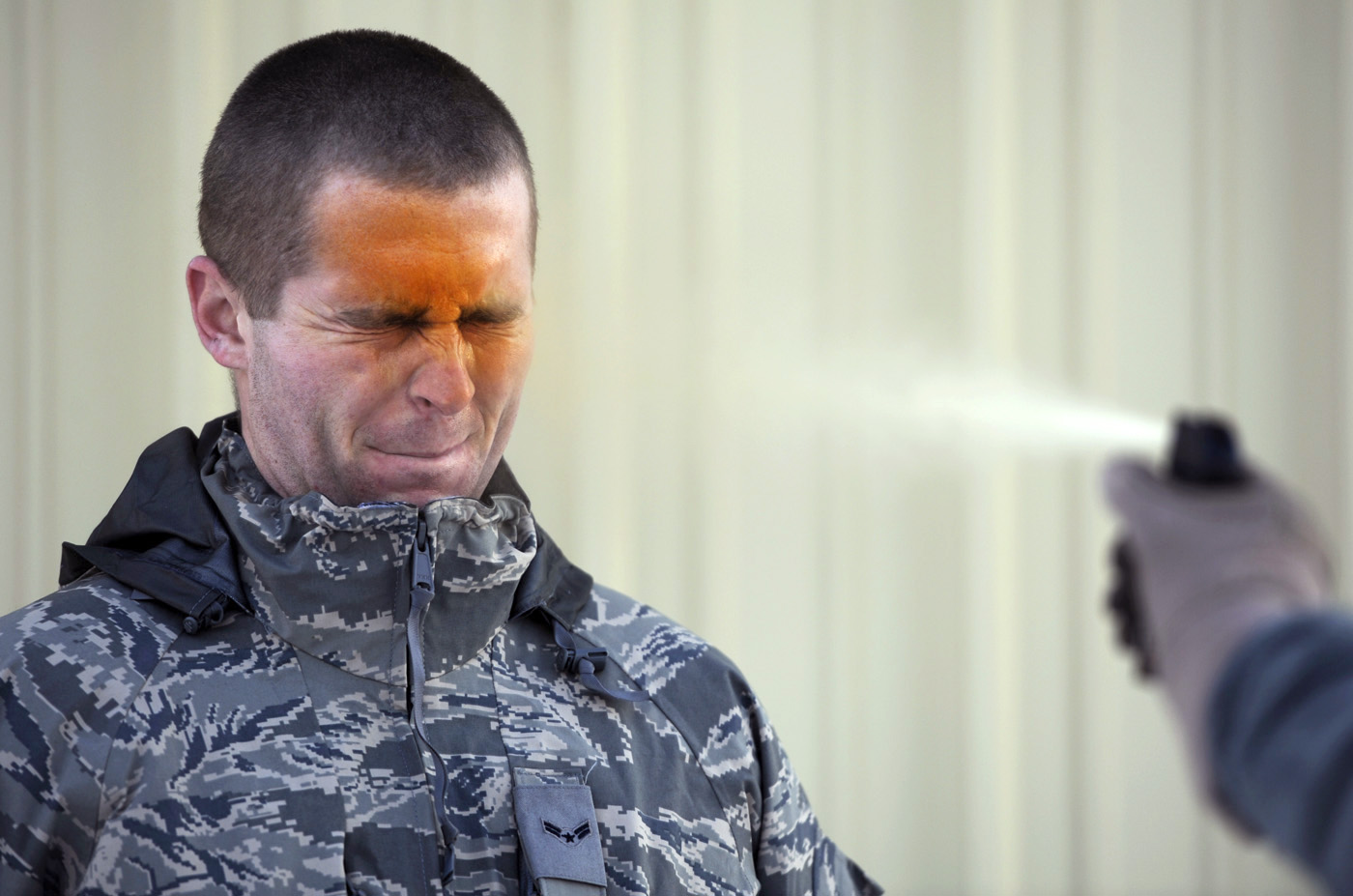
페퍼 스프레이

고추의 매운 성분은 캡사이신이다. 이 매운 맛은 자극이 강한 사람에게 더 맛이 있다. 고추로 매운 맛을 첨가한 요리를 좋아하는 사람은 많이 먹은 후 위장에 문제를 일으킬 수도 있다.
인도와 타이, 대한민국 등 고추를 일상적으로 사용하는 국가나 지방에서는 어린 시절부터 서서히 매운 맛에 적응하기 때문에 위장의 자극에 대하여 강한 편이다. 고추를 즐겨 먹는 나라로는 멕시코와 서아프리카, 중화인민공화국의 쓰촨성, 후난성 등 여름에 더운 지역, 땀을 많이 흘리는 지역이 많다. 그러나 베트남(중부 제외), 중화민국, 오키나와 등 더운 날씨가 오래 지속되는 지역에도 불구하고 그다지 고추를 좋아하지 않는 지역이 있는 반면, 대한민국, 부탄 등 그리 덥지 않은 지역에서 고추가 들어간 요리를 좋아하는 지역도 있기 때문에, 고추의 기호는 단순히 기후적 요인이라기 보다는 문화적 요인이 더 크다는 것을 알 수 있다.
고추에서 매운 맛을 내는 성분은 캡사이신으로 위염 등 각종 위 질환의 원인균으로 알려진 헬리코박터 파일로리에 감염된 위 점막 세포의 염증을 억제한다는 사실이 세포실험에서 확인됐다. 연세대 의대 소화기내과 이용찬 교수는 2009년 9월 2일 캡사이신이 헬리코박터 파일로리에 감염된 사람 위 상피세포의 염증반응에 미치는 영향을 세포실험으로 조사한 결과 캡사이신을 많이 투여할수록 염증 억제효과가 강하게 나타났다고 밝혔다.
또한 캡사이신은 지방축적을 줄이면서 지방연소를 촉진, 체중을 줄이는 효과가 있는 것으로 나타났다. 2010년 《Journal of Proteome Research》지 6월호에 실린 대구대 김동현씨의 논문에서 동물실험을 통해 이같은 사실을 검증, 해외 저명 학술지에 연구논문 2편을 발표했다고 밝혔다.
캡사이신이 암을 유발한다는 연구도 있다. 서울대 이형주 교수, 미국 미네소타대 앤 보드 교수 등이 공동 참여하고, 미국 암학회의 학술지 '암 연구(Cancer Research)' 9월호 표지논문과 미국 과학전문지 사이언스데일리의 주요 뉴스로 보도된 건국대 특성화 학부 생명공학과 이기원 교수팀의 연구 결과에 따르면, 캡사이신이 피부암 발생을 촉진시키는 것으로 나타났다. 캡사이신이 염증 및 암 발생에 중요한 원인 단백질을 과발현시켜 암 발생을 증가시킨다는 것이다. 그 동안 단기간으로는 캡사이신이 항암활성을 나타낸다고 보고된 바 있으나 정상세포에 대한 장기간의 처리에 관한 연구는 없었으며 일부 역학조사 및 동물실험에서는 캡사이신이 암을 유발할 수 있다는 보고가 있었고 캡사이신이 최루탄 등에서 염증 유도제로 사용되기도 하였다.
고추의 매운 정도를 나타내는 국제 표준은 스코빌 척도이며 스코빌 매움 단위(Scoville Heat Unit, SHU)로 계량화하여 표시한다. 이것은 1912년 미국의 화학자 윌버 스코빌이 어떤 고추가 매운지를 판단할 수 있는 기준을 설정하기 위하여 작성한 기준이다. 현재에는 고성능 액체 크로마토그래피(HPLC)라는 장비로 캡사이신의 농도를 직접 측정하여 단위를 잰다. 이 단위에 의하면 청양고추는 4,000 ~ 10,000 SHU를 가지게 된다. 고추장의 매운 맛은 KS 규격안인 GHU로 등급화된다.

## 학술 연구
국제고추학술대회(International Pepper Conference : IPC)는 1972년부터 2년 간격으로 열리는 고추 관련 국제 학술회의이다. 세계 고추 주요 생산국의 고추 산업 및 연구 관련 전문가들이 참여하여 최신 고추육종, 재배, 병충해 방제, 가공, 세계시장 동향 연구 발표와 현장 고추 재배 포장 및 고추 가공업체를 견학해 새로운 고추 연구 분야와 유용한 산업 동향의 자료와 정보를 수집하고 협력 관계를 모색한다. 최근에는 2010년 9월 12일부터 2박 3일간 뉴멕시코 대학에서 제20회 국제고추학술대회가 개최되었다.

## 같이 보기
- 한국고추가공협회
- 단고추
- 분자 요리학